# Total Commander
Total Commander is een shareware-bestandsbeheerder voor Windows. De gebruikersinterface van Total Commander is gebaseerd op die van Norton Commander. Voordelen van het programma ten opzichte van Windows Verkenner zijn de twee panelen met de bijbehorende snelle toetsenbordnavigatie, de betere ondersteuning voor gecomprimeerde archieven en de ingebouwde tools voor het vergelijken en hernoemen van bestanden.
Oorspronkelijk heette het programma Windows Commander. De Zwitser Christian Ghisler programmeerde het in 1993 in de taal Delphi. In 2002 heeft Ghisler in overleg met Microsoft de naam Windows Commander gewijzigd, ter bescherming van de Microsoft-merknaam Windows.
Total Commander ondersteunt plug-ins en de programmateksten van menu's zijn via een configuratiebestand eenvoudig aan te passen.